# Волочаєв Денис Олександрович
Дени́с Олекса́ндрович Волоча́єв (23 грудня 1981, Луганськ, Україна — 1 грудня 2019, Донецька область, Україна) — полковник (посмертно) Служби безпеки України, оперативний співробітник відділу Центру спеціальних операцій «А». Герой України (2019, посмертно).

## Життєпис
Народився в м. Луганську, мешкав в м. Ірпінь Київської області. 
У 2003 році закінчив Академію державної податкової служби України.
Правоохоронній діяльності та військовій службі Денис присвятив 16 років свого життя. З 2003 по 2004 рік працював у податковій міліції, з 2004 до 2019 року – в Управлінні державної охорони України та Службі безпеки України. 
Володар Кубку України 2018 року з практичної стрільби (карабін). Денис Волочаєв – майстер спорту України з практичної стрільби та стрільби кульової, майстер спорту міжнародного класу з військово-спортивного багатоборства. Чемпіон та призер світових і європейських змагань зі снайпінгу  серед військових та правоохоронців.
Востаннє Денис виступав у 2019 році на Чемпіонаті світу по снайпінгу в Чехії, де здобув третє місце в особистій першості та перше загальнокомандне серед півсотні команд із іноземних силових відомств.
З початку АТО в Донецькій і Луганській областях брав активну участь в операціях із захоплення злочинців та протидії розвідувально-диверсійним групам бойовиків, які намагалися проникнути через лінію зіткнення у тил українських бійців та в мирні регіони для здійснення терактів. 18 ротацій і безліч бойових завдань.
1 грудня 2019 року на лінії зіткнення на сході України диверсійно-розвідувальна група ворога здійснила спробу прориву в тил позицій Об’єднаних сил. Командування ООС задіяло резервну групу, до складу якої входили Денис Волочаєв і його товариш Дмитро Каплунов. Під час виконання контрдиверсійного бойового завдання внаслідок вибуху міни обидва бійці отримали поранення, несумісні з життям, і загинули на місці.
3 грудня 2019 року відбулося прощання у центрі культури та мистецтв Служби безпеки України у Києві.

## Нагороди
- Звання Герой України з удостоєнням ордена «Золота Зірка» (3 грудня 2019, посмертно) — за героїзм і особисту мужність, виявлені у захисті державного суверенітету та територіальної цілісності України, самовіддане служіння Українському народові[4].
- Орден «За мужність» II ст. (23 березня 2018), — за особисті заслуги у зміцненні національної безпеки, мужність, високий професіоналізм та зразкове виконання службового обов'язку[5].
- Орден «За мужність» III ст. (22 серпня 2016), — за особистий внесок у зміцнення обороноздатності Української держави, мужність, самовідданість і високий професіоналізм, виявлені під час бойових дій та при виконанні службових обов'язків[6].